# Chalcovietnamicus daiqini
Espèce
Synonymes
- Junxattus daiqini Prószyński & Deeleman-Reinhold, 2012

Chalcovietnamicus daiqini est une espèce d'araignées aranéomorphes de la famille des Salticidae.

## Distribution
Cette espèce se rencontre en Indonésie à Sumatra, à Singapour et en Malaisie péninsulaire.

## Description
La carapace du mâle holotype mesure 1,6 mm de long et l'abdomen 1,5 mm.

## Systématique et taxinomie
Cette espèce a été décrite sous le protonyme Junxattus daiqini par Prószyński et Deeleman-Reinhold en 2012. Elle est placée dans le genre Laufeia par Zhang et Maddison en 2015, dans le genre Junxattus par Prószyński en 2017 puis dans le genre Chalcovietnamicus par Yu, Hoang, Maddison et Zhang en 2023.

## Étymologie
Cette espèce est nommée en l'honneur de Dai-qin Li.

## Publication originale
- Prószyński & Deeleman-Reinhold, 2012 : « Description of some Salticidae (Aranei) from the Malay archipelago. II. Salticidae of Java and Sumatra, with comments on related species. » Arthropoda Selecta, vol. 21, p. 29-60 (texte intégral).